# 1978-as labdarúgó-világbajnokság-selejtező (UEFA – 5. csoport)
Az 1978-as labdarúgó-világbajnokság európai 5. selejtezőcsoportjának mérkőzéseit, és a csoport végeredményét tartalmazó lapja. A csoportban körmérkőzéses, oda-visszavágós rendszerben játszottak egymással a labdarúgó-válogatottak. A selejtezőket 1976. október 9. és 1977. november 16. között rendezték. A csoport győztese automatikus résztvevője lett az 1978-as labdarúgó-világbajnokságnak.
A csoportban Bulgária, Franciaország és Írország szerepelt.
Franciaország jutott ki az 1978-as világbajnokságra.

## Tabella
| Hely. | Csapat        | M | Gy | D | V | G+ | G– | Gk | P | Továbbjutás                          |     | Franciaország | Bulgária | Írország |
| ----- | ------------- | - | -- | - | - | -- | -- | -- | - | ------------------------------------ | --- | ------------- | -------- | -------- |
| 1.    | Franciaország | 4 | 2  | 1 | 1 | 7  | 4  | +3 | 5 | Kijutott az 1978-as világbajnokságra |     | —             | 3–1      | 2–0      |
| 2.    | Bulgária      | 4 | 1  | 2 | 1 | 5  | 6  | −1 | 4 |                                      |     | 2–2           | —        | 2–1      |
| 3.    | Írország      | 4 | 1  | 1 | 2 | 2  | 4  | −2 | 3 |                                      | 1–0 | 0–0           | —        |          |

## Mérkőzések
| 1976. október 9. |

| Bulgária            | 2 – 2       | Franciaország           |
| ------------------- | ----------- | ----------------------- |
| Bonev 45' Panov 68' | Jegyzőkönyv | Platini 37' Lacombe 40' |

| Levszki Stadion, Szófia Nézőszám: 45 000 Játékvezető: Ian Foote (skót) |

| 1976. november 17. |

| Franciaország            | 2 – 0       | Írország |
| ------------------------ | ----------- | -------- |
| Platini 47' Bathenay 88' | Jegyzőkönyv |          |

| Parc des Princes, Párizs Nézőszám: 43 437 Játékvezető: Dušan Maksimović (jugoszláv) |

| 1977. március 30. |

| Írország  | 1 – 0       | Franciaország |
| --------- | ----------- | ------------- |
| Brady 11' | Jegyzőkönyv |               |

| Lansdowne Road, Dublin Nézőszám: 48 000 Játékvezető: Erich Linemayr (osztrák) |

| 1977. június 1. |

| Bulgária                 | 2 – 1       | Írország   |
| ------------------------ | ----------- | ---------- |
| Panov 14' Zseljazkov 76' | Jegyzőkönyv | Givens 47' |

| Levszki Stadion, Szófia Nézőszám: 35 214 Játékvezető: Nikólaosz Zlatánosz (görög) |

| 1977. október 12. |

| Írország | 0 – 0       | Bulgária |
| -------- | ----------- | -------- |
|          | Jegyzőkönyv |          |

| Lansdowne Road, Dublin Nézőszám: 25 000 Játékvezető: Sergio Gonella (olasz) |

| 1977. november 16. |

| Franciaország                        | 3 – 1       | Bulgária    |
| ------------------------------------ | ----------- | ----------- |
| Rocheteau 38' Platini 63' Dalger 89' | Jegyzőkönyv | Cvetkov 85' |

| Parc des Princes, Párizs Nézőszám: 44 860 Játékvezető: Charles Corver (holland) |

## Góllövőlista
|  |  |